# Schoenoplectus tabernaemontani
Schoenoplectus tabernaemontani es una especie de planta de la familia de las ciperáceas. Se puede encontrar en todo el mundo, creciendo en muchos tipos de hábitat húmedos y encharcados, y algunas veces en aguas poco profundas. Es muy variable en apariencia. 

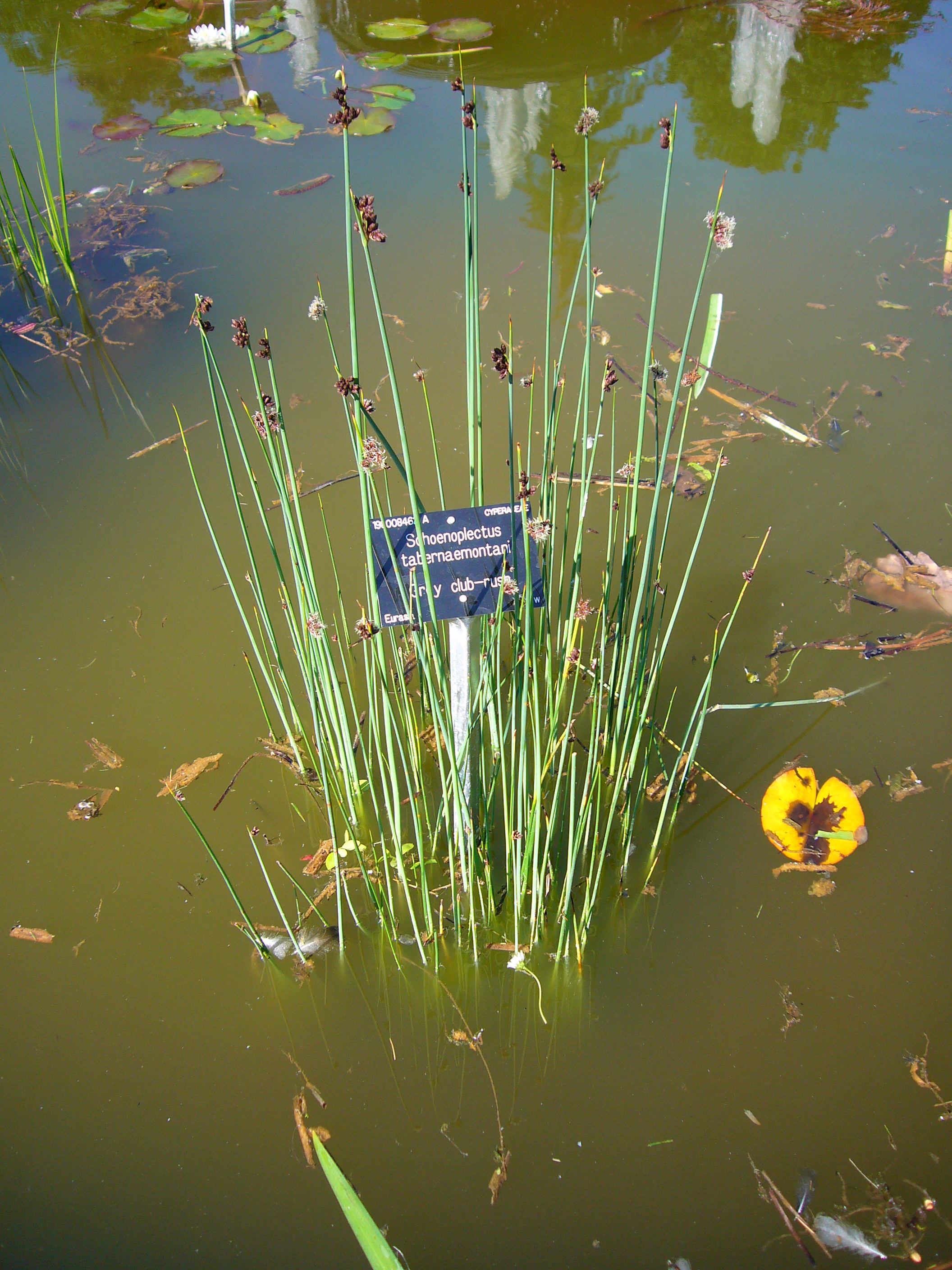
En su hábitat

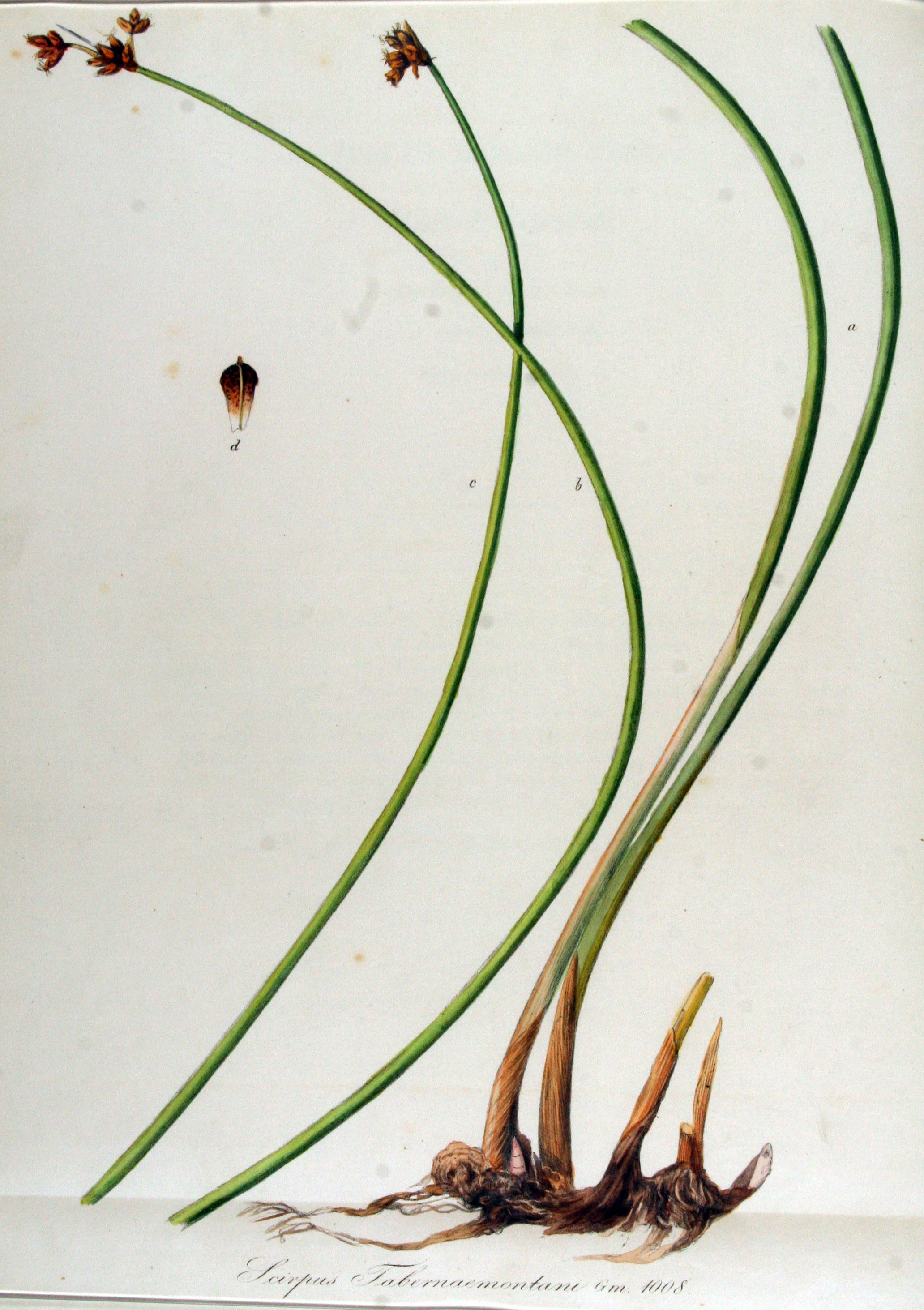
ILustración

## Descripción
Es una hierba perenne que produce masas densas de muchos tallos erectos estrechos que alcanzan un tamaño de 1 a 3 metros de altura. Crece de un sistema de largo rizoma. Las hojas son en su mayoría basales y tienen amplias vainas alrededor de los tallos. La inflorescencia es en general una panícula de espiguillas en ramas largas y delgadas que se extienden en arco. Las espiguillas varían en color. Por lo general, a lo largo, con una bráctea junto a cada espiguilla o grupo de espiguillas.
Una variedad de esta especie con rayas blancas o amarillentas horizontales luminosas, S. tabernaemontani 'Zebrinus', se vende como una planta ornamental para jardines acuáticos y paisajismo. Los cultivares blancos y amarillos también están disponibles.

## Taxonomía
Schoenoplectus tabernaemontani fue descrita por (C.C.Gmel.) Palla y publicado en Verhandlungen der Kaiserlich-Königlichen Zoologisch-Botanischen Gesellschaft in Wien 38: 49. 1888.
Sinonimia
- Cyperus tabernaemontani (C.C.Gmel.) Missbach & E.H.L.Krause
- Eleogiton tabernaemontani (C.C.Gmel.) Fourr.
- Heleogiton tabernaemontani (C.C.Gmel.) Peterm.
- Heleophylax tabernaemontani (C.C.Gmel.) Schinz & Thell.
- Hymenochaeta tabernaemontani (C.C.Gmel.) Nakai
- Schoenoplectus lacustris subsp. creber (Fernald) Á.Löve & D.Löve
- Schoenoplectus lacustris f. glaucus (Hartm.) Soó
- Schoenoplectus lacustris subsp. glaucus (Hartm.) Luceño & Marín
- Schoenoplectus lacustris subsp. tabernaemontani (C.C.Gmel.) Á.Löve & D.Löve
- Schoenoplectus lacustris subsp. validus (Vahl) T.Koyama
- Schoenoplectus tabernaemontani f. sub-duvalii (Beckh.) Soó
- Schoenoplectus validus (Vahl) Á.Löve & D.Löve
- Scirpus glaucus Sm.
- Scirpus globifer Welw. ex Steud.
- Scirpus siculus Lojac.
- Scirpus tabernaemontani C.C.Gmel.
- Scirpus uliginosus Kar. & Kir.
- Scirpus validus Vahl
- Scirpus welwitschii K.Richt.[5]